# Milaan-San Remo 1912
Milaan-San Remo 1912 is een wielerwedstrijd die op 31 maart 1912 werd gehouden in Italië. Het parcours was 289,3 km lang.
Henri Pélissier won in een sprint, voor Gustave Garrigou als tweede en de Belg Jules Masselis als derde. Ezio Corlaita was vierde en de Belg André Blaise vijfde.  Alle vijf eindigden in dezelfde tijd van 9 uur 44'30".

## Deelnemersveld
Er kwamen 72 wielrenners aan de start, waarvan er 43 de finish bereikten.
| Deelnemende teams | Deelnemende teams | Deelnemende teams |
| ----------------- | ----------------- | ----------------- |
| Alcyon            | Atala             | Automoto          |
| Bianchi-Dunlop    | Fiat              | Gerbi             |
| Globo             | Goericke          | La Francaise      |
| Legnano           | Maino             | Peugeot-Wolber    |
| Senior - Polack   | Soriani           | Stucchi           |

## Uitslag
| Plaats  | Naam                | Ploeg          | Tijd     |
| ------- | ------------------- | -------------- | -------- |
| Winnaar | Henri Pélissier     | Alcyon         | 9u44'30" |
| 2       | Gustave Garrigou    | Alcyon         | z.t.     |
| 3       | Jules Masselis      | Alcyon         | z.t.     |
| 4       | Ezio Corlaita       | Fiat           | z.t.     |
| 5       | André Blaise        | Alcyon         | z.t.     |
| 6       | Dario Beni          | Bianchi        | +1'45"   |
| 7       | Louis Heusghem      | Alcyon         | z.t.     |
| 8       | Carlo Durando       | Peugeot-Wolber | z.t.     |
| 9       | Leopoldo Torricelli | Maino          | z.t.     |
| 10      | Carlo Galetti       | Atala          | z.t.     |
| 11      | Camillo Bertarelli  | Bianchi        | z.t.     |
| 12      | Eugène Christophe   | Alcyon         | +4'41"   |
| 13      | François Faber      | Automoto       | z.t.     |
| 14      | Lucien Petit-Breton | Peugeot-Wolber | z.t.     |
| 15      | Giovanni Micheletto | Fiat           | z.t.     |
| 16      | Eberardo Pavesi     | Bianchi        | z.t.     |
| 17      | Emile Georget       | La Française   | +7'30"   |
| 18      | Giuseppe Santhia    | Bianchi        | +10'45"  |
| 19      | Ernest Paul         | Alcyon         | +10'46"  |
| 20      | Enrico Verde        | Maino          | +11'30"  |

1907 · 1908 · 1909 · 1910 · 1911 · 1912 · 1913 · 1914 · 1915 · 1916 · 1917 · 1918 · 1919 · 1920 · 1921 · 1922 · 1923 · 1924 · 1925 · 1926 · 1927 · 1928 · 1929 · 1930 · 1931 · 1932 · 1933 · 1934 · 1935 · 1936 · 1937 · 1938 · 1939 · 1940 · 1941 · 1942 · 1943 · 1944 · 1945 · 1946 · 1947 · 1948 · 1949 · 1950 · 1951 · 1952 · 1953 · 1954 · 1955 · 1956 · 1957 · 1958 · 1959 · 1960 · 1961 · 1962 · 1963 · 1964 · 1965 · 1966 · 1967 · 1968 · 1969 · 1970 · 1971 · 1972 · 1973 · 1974 · 1975 · 1976 · 1977 · 1978 · 1979 · 1980 · 1981 · 1982 · 1983 · 1984 · 1985 · 1986 · 1987 · 1988 · 1989 · 1990 · 1991 · 1992 · 1993 · 1994 · 1995 · 1996 · 1997 · 1998 · 1999 · 2000 · 2001 · 2002 · 2003 · 2004 · 2005 · 2006 · 2007 · 2008 · 2009 · 2010 · 2011 · 2012 · 2013 · 2014 · 2015 · 2016 · 2017 · 2018 · 2019 · 2020 · 2021 · 2022 · 2023 · 2024 · 2025
Lijst van beklimmingen